# V340 Весов
V340 Весов (лат. V340 Librae) — одиночная переменная звезда в созвездии Весов на расстоянии (вычисленном из значения параллакса) приблизительно 3782 световых лет (около 1160 парсеков) от Солнца. Видимая звёздная величина звезды — от +12,4m до +11,4m.

## Характеристики
V340 Весов — пульсирующая медленная неправильная переменная звезда (LB).